# 13307 Taralarsen
13307 Taralarsen este o planetă minoră (asteroid), cu un diametru de 9,879 km, din centura de asteroizi. A fost descoperită pe 14 septembrie 1998 la Magdalena Ridge Observatory⁠(d) de Lincoln Near-Earth Asteroid Research. 
Obiectul prezintă o orbită caracterizată de o semiaxă mare de 3,0263347 UAi, o excentricitate de 0,05, o înclinație de 2,59234 ° în raport cu ecliptica.